# 차명욱
차명욱(1972년 5월 18일 ~ 2018년 2월 21일)은 대한민국의 배우이다. 2018년 2월 21일 산행 중 심장마비로 쓰러져 사망했다.

## 학력
명지대학교 연극영화과 (학사)

## 출연 작품

### 영화
| 연도   | 제목                   | 역할                | 비고 |
| ------ | ---------------------- | ------------------- | ---- |
| 2010   | 《물처럼 느린 시간들》 |                     |      |
| 2012   | 《수목장》             | 진구                |      |
| 2015   | 《악인은 살아 있다》   | 박필만              |      |
| 2016   | 《판도라》             | 발전소 경비         |      |
| 2017   | 《콜리션》             | 부길                |      |
| 2018년 | 《그것만이 내 세상》   | 체육관 관장         |      |
| 2018년 | 《오아시스 세탁소》    | 안유식/소방관아저씨 |      |
| 2018년 | 《상류사회》           | 세입자대표          |      |

### 드라마
- 《써클: 이어진 두 세계》 (2017년, tvN) - 박진규 역
- 《추리의 여왕 2》 (2018년, KBS2) - 트럭 주인 역
- 《시를 잊은 그대에게》 (2018년, tvN) - 환자 역